# Visibilità zero
Visibilità zero: le disavventure dell'on. Slucca è un romanzo di Carlo Fruttero pubblicato in volume nel maggio 1999.

## Trama
L'io narrante è un parlamentare italiano, l'on. Aldo Slucca, appartenente a un piccolo partito politico nato da una serie di scissioni e governato autoritariamente dall'On. Migliarini, ex compagno di liceo di Slucca. Slucca è un uomo mite e modesto: abita a Monteverde, un quartiere popolare di Roma, in un appartamento che condivide con l'on. Vasone, guida una vecchia Fiat Croma; descrive la realtà ricorrendo spesso al linguaggio politichese. Accusato dall'On. Migliarini di «non avere visibilità», Slucca viene utilizzato da Migliorini in missioni politiche segrete e spesso pericolose; deve spesso recarsi inoltre «nel territorio», ossia in lontane località italiane, essendo stato nominato da Migliorini «inauguratore del partito»:
(C. Fruttero, Visibilità zero, Mondadori, 1999, p. 15)
L'on. Slucca fallisce regolarmente le sue missioni. Commenta tuttavia Michele Serra: «Slucca ha, nella fedeltà con cui esegue (le missioni) e nella rassegnazione con cui le descrive, la grandezza del martire, cioè del testimone. Che debba poi testimoniare solo e sempre il vuoto, l'inutile, l'insulso, è cosa che fa gongolare l'autore e, va detto, soprattutto il lettore».

## Struttura
Il romanzo, il primo scritto da Fruttero senza l'intervento di Lucentini, è diviso nei seguenti otto capitoli:
- Menomale Slucca
- I dialoghi di Slucca
- Il segnale Slucca
- La signora Slucca
- Il conte Slucca
- Heil Slucca!
- Il romanzo di Slucca
- Il gioco è finito, Slucca

I primi capitoli furono pubblicati nell'estate del 1998 sulla Stampa a firma Fruttero & Lucentini; erano stati scritti tuttavia dal solo Fruttero il quale rielaborò successivamente il materiale già pubblicato, «con capitoli inediti, nuove avventure, figure e figurine aggiuntive» in un romanzo firmato «Fruttero & Fruttero». L'autore dichiarava nel «Preambolo» di essersi ispirato ai racconti di P. G. Wodehouse e di Damon Runyon. 

## Edizioni
- Fruttero & Fruttero, Visibilità zero : le disavventure dell'on. Slucca, Coll.  Biblioteca umoristica Mondadori, Milano : Mondadori, 1999, 167 p. ; 23 cm., ISBN 88-04-46760-6